# Hypercompe dissimilis
Hypercompe dissimilis är en fjärilsart som beskrevs av William Schaus 1896. Hypercompe dissimilis ingår i släktet Hypercompe och familjen björnspinnare. Inga underarter finns listade i Catalogue of Life.